# Sport-Club Freiburg 1990-1991
Questa voce raccoglie le informazioni riguardanti lo Sport-Club Freiburg nelle competizioni ufficiali della stagione 1990-1991.

## Stagione
Nella stagione 1990-1991 il Friburgo, allenato da Eckhard Krautzun, concluse il campionato di 2. Bundesliga al 9º posto. In Coppa di Germania il Friburgo fu eliminato al primo turno dall'Hilden-Nord.

## Rosa
| N. |                     | Ruolo | Calciatore       |
| -- | ------------------- | ----- | ---------------- |
| 11 | Germania (bandiera) | A     | Uwe Spies        |
|    | Germania (bandiera) | P     | Thomas Ehreiser  |
|    | Germania (bandiera) | P     | Michael Haas     |
|    | Germania (bandiera) | P     | Gerd Sachs       |
|    | Germania (bandiera) | D     | Andreas Golombek |
|    | Polonia (bandiera)  | D     | Joachim Klemenz  |
|    | Germania (bandiera) | D     | Udo Lay          |
|    | Germania (bandiera) | D     | Rolf Maier       |
|    | Germania (bandiera) | D     | Reinhard Marsing |
|    | Germania (bandiera) | D     | Oliver Schäfer   |
|    | Germania (bandiera) | C     | Martin Braun     |

| N. |                                 | Ruolo | Calciatore          |
| -- | ------------------------------- | ----- | ------------------- |
|    | Germania (bandiera)             | C     | Michael Pfahler     |
|    | Germania (bandiera)             | C     | Niels Schlotterbeck |
|    | Germania (bandiera)             | C     | Karl-Heinz Schulz   |
|    | Germania (bandiera)             | C     | Thomas Schweizer    |
|    | Germania (bandiera)             | C     | Christian Simon     |
|    | Germania (bandiera)             | C     | Andreas Zeyer       |
|    | Germania (bandiera)             | C     | Michael Zeyer       |
|    | Bosnia ed Erzegovina (bandiera) | A     | Midhat Gluhačević   |
|    | Germania (bandiera)             | A     | Holger Janz         |
|    | Polonia (bandiera)              | A     | Marek Majka         |
|    | Germania (bandiera)             | A     | Michael Renner      |

## Organigramma societario
Area tecnica
- Allenatore: Eckhard Krautzun
- Allenatore in seconda:
- Preparatore dei portieri:
- Preparatori atletici:

## Calciomercato

### Sessione estiva
| Acquisti | Acquisti            | Acquisti          | Acquisti |
| R.       | Nome                | da                | Modalità |
| -------- | ------------------- | ----------------- | -------- |
| C        | Martin Braun        | FV Donaueschingen |          |
| D        | Andreas Golombek    | Arminia Bielefeld |          |
| A        | Michael Renner      | Emmendingen       |          |
| P        | Gerd Sachs          | Rot-Weiß Erfurt   |          |
| C        | Niels Schlotterbeck | Offenburger       |          |
| A        | Uwe Spies           | Ulma              |          |

| Cessioni | Cessioni           | Cessioni          | Cessioni |
| R.       | Nome               | a                 | Modalità |
| -------- | ------------------ | ----------------- | -------- |
| C        | Roland Bernhard    | Pfullendorf       |          |
| C        | Andreas Buck       | Stoccarda         |          |
| A        | Manfred Dum        | Wuppertal         |          |
| P        | Klemens Hartenbach | Freiburger        |          |
| D        | Martin Krieg       | Freiburger        |          |
| A        | Dimitrios Moutas   | Kickers Stoccarda |          |

### Sessione invernale
| Acquisti | Acquisti          | Acquisti | Acquisti |
| R.       | Nome              | da       | Modalità |
| -------- | ----------------- | -------- | -------- |
| A        | Midhat Gluhačević | Osijek   |          |

| Cessioni | Cessioni | Cessioni | Cessioni |
| R.       | Nome     | a        | Modalità |
| -------- | -------- | -------- | -------- |

## Risultati

### 2. Bundesliga

#### Girone di andata
| Arbitro: | Führer |

|  |           |                   |
|  | Marcatori | 9’ Janz 28’ Spies |

| Arbitro: | Berg |

|                |           |            |
| Spies 32’, 51’ | Marcatori | 79’ Thoben |

| Arbitro: | Blüthgen |

|                             |           |            |
| Spies 23’ Schlotterbeck 90’ | Marcatori | 89’ Müller |

| Arbitro: | Kuhne |

|  |           |              |
|  | Marcatori | 90’ Golombek |

| Arbitro: | Harder |

|                                                          |           |  |
| Schlotterbeck 4’ (rig.) Spies 25’ Janz 59’ Schweizer 77’ | Marcatori |  |

| Arbitro: | Kasper |

|                              |           |                          |
| Baier 48’ (rig.) Sánchez 61’ | Marcatori | 17’ (rig.) Schlotterbeck |

| Friburgo in Brisgovia 1º settembre 1990, ore 15:00 CEST 7ª giornata | Friburgo | 0 – 0 referto | Saarbrücken | Dreisamstadion (9 100 spett.)\| Arbitro: \| Schmidt \| |
| Arbitro:                                                            | Schmidt  |               |             |                                                        |

| Arbitro: | Krug |

|                    |           |           |
| Adler 57’ Levý 85’ | Marcatori | 28’ Zeyer |

| Arbitro: | Domurat |

|                                          |           |                              |
| Spies 22’ Schlotterbeck 32’ Golombek 48’ | Marcatori | 45’ (aut.) Schäfer 75’ Holze |

| Arbitro: | Osmers |

|              |           |                                         |
| Marquardt 2’ | Marcatori | 12’, 75’, 87’ Schlotterbeck 17’ Klemenz |

| Arbitro: | Brückner |

|              |           |  |
| Golombek 63’ | Marcatori |  |

| Arbitro: | Aust |

|                           |           |                                |
| Häcker 11’ Baranowski 44’ | Marcatori | 7’ Schlotterbeck 17’ Schweizer |

| Arbitro: | Rubel |

|  |           |                       |
|  | Marcatori | 64’ Kober 88’ Tönnies |

| Arbitro: | Jansen |

|                                |           |          |
| Dais 20’ Hecking 64’ Wolff 74’ | Marcatori | 33’ Janz |

| Arbitro: | Wippermann |

|                             |           |  |
| Janz 18’, 19’ Schweizer 90’ | Marcatori |  |

| Arbitro: | Matheis |

|                                |           |                        |
| Cayasso 2’ Moutas 40’ Keim 86’ | Marcatori | 44’ Pfahler 64’ Schulz |

| Friburgo in Brisgovia 10 novembre 1990, ore 15:00 CET 17ª giornata | Friburgo | 0 – 0 referto | Homburg | Dreisamstadion (4 400 spett.)\| Arbitro: \| Kentsch \| |
| Arbitro:                                                           | Kentsch  |               |         |                                                        |

| Arbitro: | Steinborn |

|                |           |                   |
| Kollenberg 63’ | Marcatori | 27’ Schlotterbeck |

| Arbitro: | Ronig |

|                   |           |                |
| Schlotterbeck 16’ | Marcatori | 85’ Wawrzyniak |

#### Girone di ritorno
| Arbitro: | Strigel |

|             |           |           |
| Pfahler 55’ | Marcatori | 35’ Eckel |

| Arbitro: | Dellwing |

|                                             |           |                          |
| Rusche 10’ (rig.) Menke 42’, 52’ Hanses 72’ | Marcatori | 17’ (rig.) Schlotterbeck |

| Magonza 23 febbraio 1991, ore 15:00 CET 22ª giornata | Magonza    | 0 – 0 referto | Friburgo | Stadion am Bruchweg (3 800 spett.)\| Arbitro: \| Gochermann \| |
| Arbitro:                                             | Gochermann |               |          |                                                                |

| Arbitro: | Buchhart |

|                             |           |  |
| Schlotterbeck 22’ Spies 74’ | Marcatori |  |

| Arbitro: | Feistner |

|                                  |           |  |
| Thommessen 18’ Jankovic 52’, 78’ | Marcatori |  |

| Arbitro: | Domurat |

|           |           |                       |
| Spies 27’ | Marcatori | 55’ Blättel 68’ Kloss |

| Arbitro: | Führer |

|                               |           |                                       |
| Preetz 29’ (rig.) Krätzer 46’ | Marcatori | 76’ Schlotterbeck 78’ Spies 84’ Zeyer |

| Friburgo in Brisgovia 30 marzo 1991, ore 15:00 CET 27ª giornata | Friburgo | 0 – 0 referto | Blau-Weiß Berlin | Dreisamstadion (2 900 spett.)\| Arbitro: \| Brückner \| |
| Arbitro:                                                        | Brückner |               |                  |                                                         |

| Arbitro: | Weber |

|                          |           |                       |
| Buchheister 1’ Holze 38’ | Marcatori | 21’ Spies 67’ Pfahler |

| Arbitro: | Domurat |

|  |           |           |
|  | Marcatori | 56’ Klaus |

| Arbitro: | Blüthgen |

|  |           |                                |
|  | Marcatori | 27’ Lay 44’, 85’ Schlotterbeck |

| Arbitro: | Lehnardt |

|                                                    |           |            |
| Schlotterbeck 35’ Schürer 56’ (aut.) Schweizer 86’ | Marcatori | 85’ Häcker |

| Arbitro: | Wippermann |

|             |           |  |
| Bremser 44’ | Marcatori |  |

| Arbitro: | Strampe |

|  |           |                       |
|  | Marcatori | 49’ Hofmann 61’ Wolff |

| Arbitro: | Kuhne |

|                                              |           |           |
| Lyutiy 17’ Luginger 19’ Schlipper 82’ (rig.) | Marcatori | 40’ Zeyer |

| Arbitro: | Aust |

|               |           |  |
| Schweizer 88’ | Marcatori |  |

| Arbitro: | Gangkofer |

|                |           |  |
| D'Ippolito 90’ | Marcatori |  |

| Arbitro: | Merk |

|                                            |           |                      |
| Zeyer 13’ Knauer 45’ (aut.) Gluhačević 47’ | Marcatori | 6’ Fleige 51’ Knauer |

| Arbitro: | Führer |

|                       |           |                    |
| Linke 26’ Rusayev 50’ | Marcatori | 60’, 66’ Schweizer |

### Coppa di Germania
| Arbitro: | Werthmann |

|                         |           |           |
| Schreiber 75’ Golz 108’ | Marcatori | 61’ Zeyer |

## Statistiche

### Statistiche di squadra
| Competizione      | Punti | In casa | In casa | In casa | In casa | In casa | In casa | In trasferta | In trasferta | In trasferta | In trasferta | In trasferta | In trasferta | Totale | Totale | Totale | Totale | Totale | Totale | DR |
| Competizione      | Punti | G       | V       | N       | P       | Gf      | Gs      | G            | V            | N            | P            | Gf           | Gs           | G      | V      | N      | P      | Gf     | Gs     | DR |
| ----------------- | ----- | ------- | ------- | ------- | ------- | ------- | ------- | ------------ | ------------ | ------------ | ------------ | ------------ | ------------ | ------ | ------ | ------ | ------ | ------ | ------ | -- |
| 2. Bundesliga     | 40    | 19      | 10      | 5       | 4       | 27      | 16      | 19           | 5            | 5            | 9            | 27           | 32           | 38     | 15     | 10     | 13     | 54     | 48     | +6 |
| Coppa di Germania | -     | 0       | 0       | 0       | 0       | 0       | 0       | 1            | 0            | 0            | 1            | 1            | 2            | 1      | 0      | 0      | 1      | 1      | 2      | -1 |
| Totale            | 40    | 19      | 10      | 5       | 4       | 27      | 16      | 20           | 5            | 5            | 10           | 28           | 34           | 39     | 15     | 10     | 14     | 55     | 50     | +5 |

### Andamento in campionato
| Giornata  | 1 | 2 | 3 | 4 | 5 | 6 | 7 | 8 | 9 | 10 | 11 | 12 | 13 | 14 | 15 | 16 | 17 | 18 | 19 | 20 | 21 | 22 | 23 | 24 | 25 | 26 | 27 | 28 | 29 | 30 | 31 | 32 | 33 | 34 | 35 | 36 | 37 | 38 |
| --------- | - | - | - | - | - | - | - | - | - | -- | -- | -- | -- | -- | -- | -- | -- | -- | -- | -- | -- | -- | -- | -- | -- | -- | -- | -- | -- | -- | -- | -- | -- | -- | -- | -- | -- | -- |
| Luogo     | T | C | C | T | C | T | C | T | C | T  | C  | T  | C  | T  | C  | T  | C  | T  | C  | C  | T  | T  | C  | T  | C  | T  | C  | T  | C  | T  | C  | T  | C  | T  | C  | T  | C  | T  |
| Risultato | V | V | V | V | V | P | N | P | V | V  | V  | N  | P  | P  | V  | P  | N  | N  | N  | N  | P  | N  | V  | P  | P  | V  | N  | N  | P  | V  | V  | P  | P  | P  | V  | P  | V  | N  |
| Posizione | 4 | 1 | 1 | 1 | 1 | 3 | 2 | 3 | 2 | 2  | 1  | 2  | 3  | 5  | 4  | 5  | 5  | 6  | 6  | 7  | 7  | 7  | 6  | 7  | 7  | 7  | 7  | 7  | 7  | 7  | 7  | 7  | 7  | 9  | 9  | 9  | 8  | 9  |

Legenda:

Luogo: C = Casa; T = Trasferta. Risultato: V = Vittoria; N = Pareggio; P = Sconfitta.

### Statistiche dei giocatori
| Giocatore        | 2. Bundesliga | 2. Bundesliga | 2. Bundesliga | 2. Bundesliga | Coppa di Germania | Coppa di Germania | Coppa di Germania | Coppa di Germania | Totale   | Totale | Totale      | Totale     |
| Giocatore        | Presenze      | Reti          | Ammonizioni   | Espulsioni    | Presenze          | Reti              | Ammonizioni       | Espulsioni        | Presenze | Reti   | Ammonizioni | Espulsioni |
| ---------------- | ------------- | ------------- | ------------- | ------------- | ----------------- | ----------------- | ----------------- | ----------------- | -------- | ------ | ----------- | ---------- |
| M. Braun         | 31            | 0             | 6             | 0             | 1                 | 0                 | 0                 | 0                 | 32       | 0      | 6           | 0          |
| T. Ehreiser      | 0             | 0             | 0             | 0             | 0                 | 0                 | 0                 | 0                 | 0        | 0      | 0           | 0          |
| M. Gluhačević    | 13            | 1             | 0             | 0             | 0                 | 0                 | 0                 | 0                 | 13       | 1      | 0           | 0          |
| A. Golombek      | 29            | 3             | 3             | 0             | 1                 | 0                 | 0                 | 0                 | 30       | 3      | 3           | 0          |
| M. Haas          | 13            | 0             | 0             | 0             | 0                 | 0                 | 0                 | 0                 | 13       | 0      | 0           | 0          |
| H. Janz          | 24            | 5             | 1             | 0             | 1                 | 0                 | 0                 | 0                 | 25       | 5      | 1           | 0          |
| J. Klemenz       | 11            | 1             | 3             | 0             | 0                 | 0                 | 0                 | 0                 | 11       | 1      | 3           | 0          |
| U. Lay           | 17            | 1             | 2             | 0             | 0                 | 0                 | 0                 | 0                 | 17       | 1      | 2           | 0          |
| R. Maier         | 21            | 0             | 3             | 1             | 1                 | 0                 | 0                 | 0                 | 22       | 0      | 3           | 1          |
| M. Majka         | 5             | 0             | 0             | 0             | 0                 | 0                 | 0                 | 0                 | 5        | 0      | 0           | 0          |
| R. Marsing       | 29            | 0             | 6             | 0             | 0                 | 0                 | 0                 | 0                 | 29       | 0      | 6           | 0          |
| M. Pfahler       | 26            | 3             | 4             | 1             | 0                 | 0                 | 0                 | 0                 | 26       | 3      | 4           | 1          |
| M. Renner        | 4             | 0             | 1             | 0             | 1                 | 0                 | 0                 | 0                 | 5        | 0      | 1           | 0          |
| G. Sachs         | 25            | 0             | 0             | 0             | 1                 | 0                 | 0                 | 0                 | 26       | 0      | 0           | 0          |
| N. Schlotterbeck | 33            | 16            | 10            | 0             | 1                 | 0                 | 0                 | 0                 | 34       | 16     | 10          | 0          |
| K. Schulz        | 33            | 1             | 7             | 0             | 1                 | 0                 | 0                 | 0                 | 34       | 1      | 7           | 0          |
| T. Schweizer     | 31            | 7             | 0             | 1             | 1                 | 0                 | 0                 | 0                 | 32       | 7      | 0           | 1          |
| O. Schäfer       | 36            | 0             | 3             | 0             | 1                 | 0                 | 0                 | 0                 | 37       | 0      | 3           | 0          |
| C. Simon         | 2             | 0             | 0             | 0             | 0                 | 0                 | 0                 | 0                 | 2        | 0      | 0           | 0          |
| U. Spies         | 36            | 10            | 0             | 0             | 1                 | 0                 | 0                 | 0                 | 37       | 10     | 0           | 0          |
| A. Zeyer         | 35            | 3             | 1             | 0             | 1                 | 0                 | 0                 | 0                 | 36       | 3      | 1           | 0          |
| M. Zeyer         | 34            | 1             | 5             | 0             | 1                 | 1                 | 0                 | 0                 | 35       | 2      | 5           | 0          |